# Джеймс (затока)
Затока Джеймс (англ. James Bay, фр. Baie James) — велика затока, південна частина Гудзонової затоки Північного Льодовитого океану. Омиває канадські провінції Квебек і Онтаріо; острови в затоці входять до складу території Нунавут.
В затоку Джеймс впадає безліч річок, в тому числі Аттавапіскат, Олбані, Мус, Ла-Гранд, Гаррікана, Істмейн, Екуан, Рогган, Капіско, Опіннаго, Ноттавей, Руперт, Бродбак, Міссісікабі тощо.
В басейні затоки розташовано кілька великих гідроелектростанцій, також затока є популярним місцем екологічного туризму.
Біля затоки розташовано кілька поселень, включаючи аборигенні.
Затока Джеймс отримала свою назву на честь Томаса Джеймса, англійського капітана, що докладно досліджував цей район в 1631 р.